# Leichtathletik-Weltmeisterschaften 1993/50 km Gehen der Männer

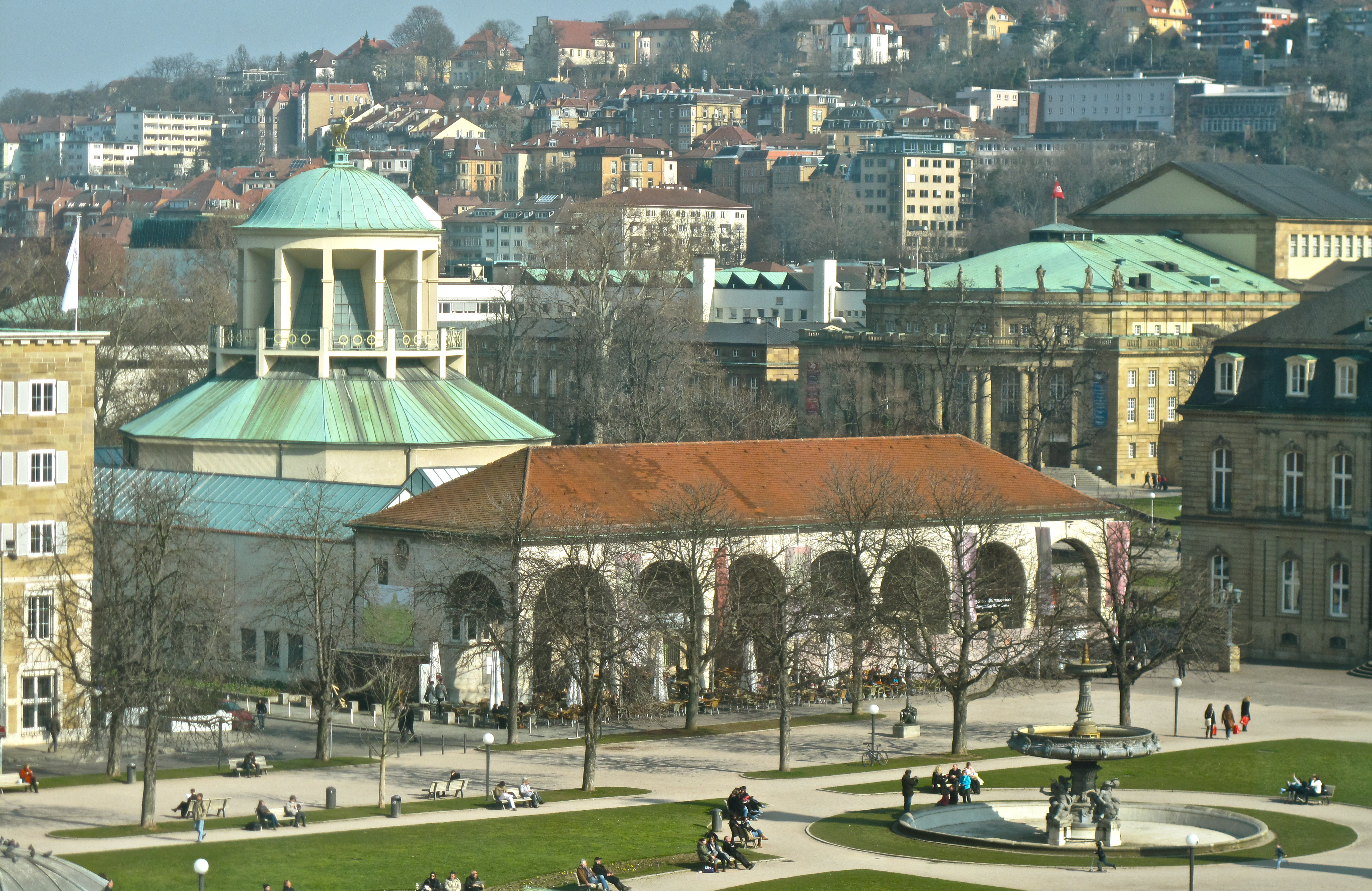
Schlossplatz mit Kunstgebäude und Staatstheater im Hintergrund (2011)

Das 50-km-Gehen der Männer bei den Leichtathletik-Weltmeisterschaften 1993 wurde am 24. August 1993 in den Straßen der deutschen Stadt Stuttgart ausgetragen.
Weltmeister wurde der Spanier Jesús Ángel García. Silber ging an den Finnen Valentin Kononen. Der Russe Waleri Spizyn errang die Bronzemedaille.

## Rekorde / Bestleistungen

### Bestehende Bestmarken
| Weltbestzeit | 3:37:41 h | Andrei Perlow     | Leningrad (heute St. Petersburg), Sowjetunion (heute Russland) | 5. August 1989  |
| WM-Rekord    | 3:40:53 h | Maurizio Damilano | WM 1987 in Rom, Italien                                        | 30. August 1987 |

Anmerkung:
Rekorde wurden damals im Marathonlauf und Straßengehen wegen der unterschiedlichen Streckenbeschaffenheiten mit Ausnahme von Meisterschaftsrekorden nicht geführt.
Der bestehende WM-Rekord wurde bei diesen Weltmeisterschaften nicht eingestellt und nicht verbessert.

## Durchführung
Hier gab es keine Vorrunde, alle 45 Geher traten gemeinsam zum Finale an.

## Ergebnis

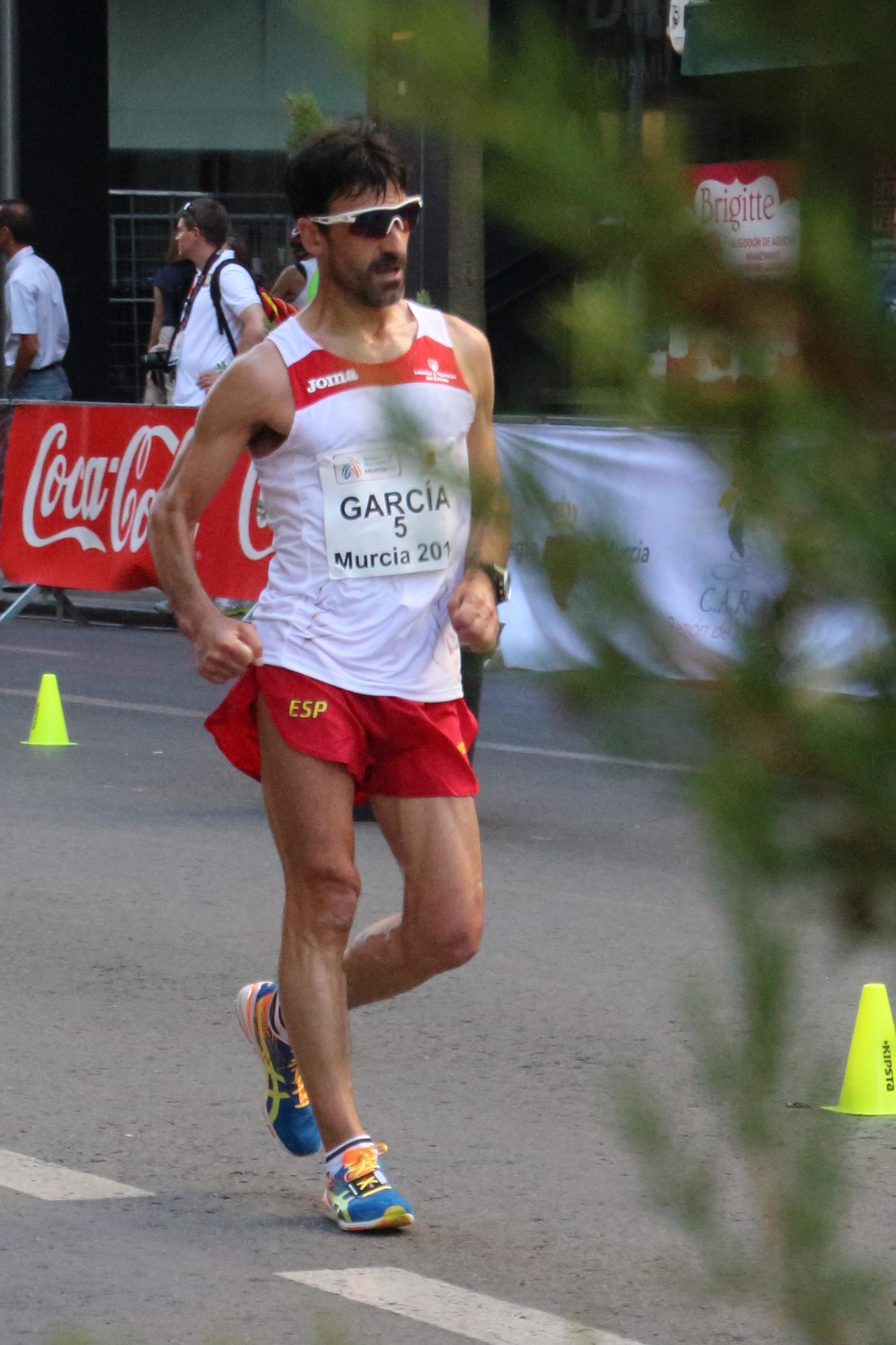
Weltmeister Jesús Ángel García

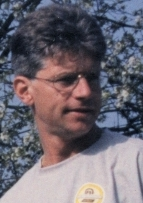
Der äußerst erfolgreiche Hartwig Gauder (hier im Jahr 2012) – unter anderem Olympiasieger von 1980 und Weltmeister von 1987, hier in seinem letzten Aktivenjahr – gab den Wettkampf auf

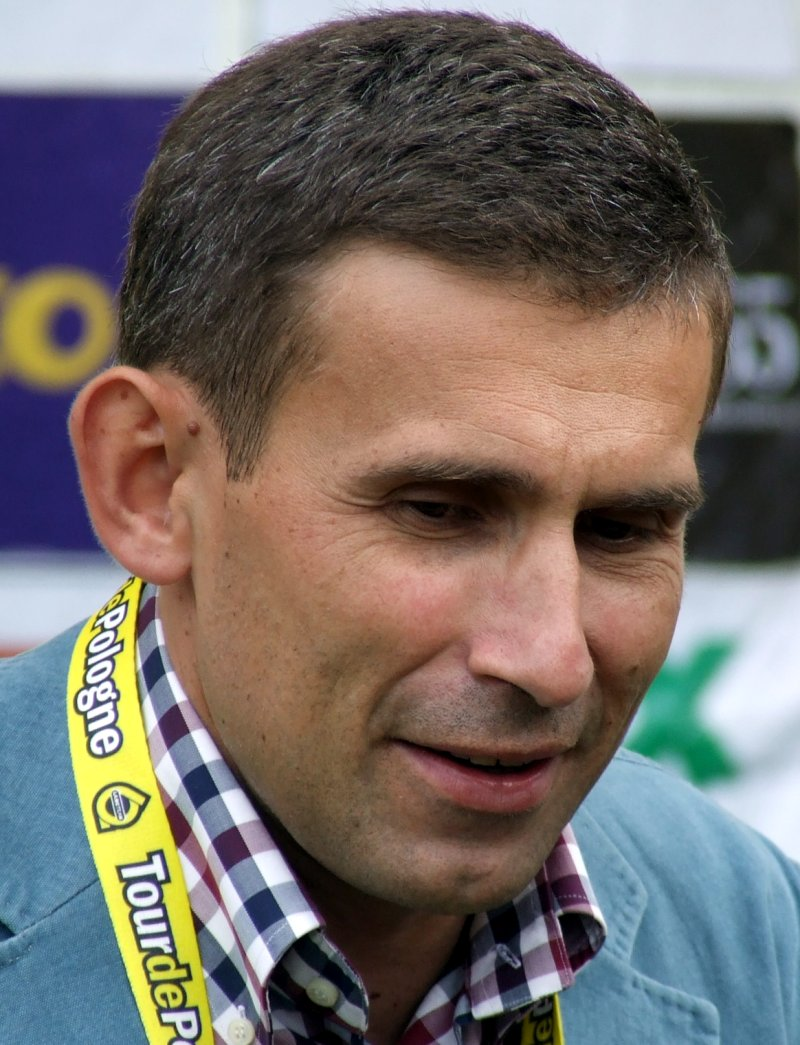
Robert Korzeniowski (im Jahr 2007) – später einer der erfolgreichsten Geher der Sportgeschichte – kam nicht ins Ziel

21. August 1993, 8:00 Uhr
| Platz | Name                   | Nation         | Zeit (h) |
| ----- | ---------------------- | -------------- | -------- |
| 1     | Jesús Ángel García     | Spanien        | 3:41:41  |
| 2     | Valentin Kononen       | Finnland       | 3:42:02  |
| 3     | Waleri Spizyn          | Russland       | 3:42:50  |
| 4     | Axel Noack             | Deutschland    | 3:43:50  |
| 5     | Basilio Labrador       | Spanien        | 3:46:46  |
| 6     | René Piller            | Frankreich     | 3:48:57  |
| 7     | Tim Berrett            | Kanada         | 3:50:23  |
| 8     | Carlos Mercenario      | Mexiko         | 3:50:53  |
| 9     | Jean-Claude Corre      | Frankreich     | 3:51:51  |
| 10    | Sergei Korepanow       | Kasachstan     | 3:52:50  |
| 11    | Viktor Ginko           | Belarus        | 3:53:41  |
| 12    | Germán Sánchez         | Mexiko         | 3:54:07  |
| 13    | Giovanni Perricelli    | Italien        | 3:54:30  |
| 14    | Simon Baker            | Australien     | 3:57:11  |
| 15    | Massimo Quiriconi      | Italien        | 3:57:33  |
| 16    | Wjatscheslaw Smirnow   | Russland       | 3:58:20  |
| 17    | Andrés Marín           | Spanien        | 3:58:45  |
| 18    | Stefan Malík           | Slowakei       | 4:01:28  |
| 19    | Jonathan Matthews      | USA            | 4:02:52  |
| 20    | Fumio Imamura          | Japan          | 4:03:22  |
| 21    | Pascal Charrière       | Schweiz        | 4:04:19  |
| 22    | German Skurygin        | Russland       | 4:04:27  |
| 23    | Les Morton             | Großbritannien | 4:06:56  |
| 24    | Miloš Holuša           | Tschechien     | 4:06:56  |
| 25    | Modris Liepiņš         | Lettland       | 4:10:35  |
| 26    | Aldo Bertoldi          | Schweiz        | 4:12:09  |
| 27    | Sergey Shildkret       | Aserbaidschan  | 4:14:10  |
| 28    | José Urbano            | Portugal       | 4:17:34  |
| 29    | Adhemir Domingues      | Brasilien      | 4:19:08  |
| 30    | Trond Moretro          | Norwegen       | 4:19:14  |
| 31    | Herman Nelson          | USA            | 4:21:08  |
| 32    | Hirofumi Sakai         | Japan          | 4:21:33  |
| 33    | Michael Harvey         | Australien     | 4:23:40  |
| 34    | Eloy Quispe            | Bolivien       | 4:26:20  |
| 35    | Aleksandr Stiglenko    | Kirgisistan    | 4:31:51  |
| DNF   | Zoltán Czukor          | Ungarn         |          |
| DNF   | Hartwig Gauder         | Deutschland    |          |
| DNF   | Stefan Johansson       | Schweden       |          |
| DNF   | Julio Urias            | Guatemala      |          |
| DNF   | Ronald Weigel          | Deutschland    |          |
| DSQ   | Godfried De Jonckheere | Belgien        |          |
| DSQ   | Robert Korzeniowski    | Polen          |          |
| DSQ   | Vitaliy Popovich       | Ukraine        |          |
| DSQ   | Aljaksandr Pataschou   | Belarus        |          |
| DSQ   | Miguel Ángel Rodríguez | Mexiko         |          |
| DNS   | Tomasz Lipiec          | Polen          |          |